# Ovčiarsko
Ovčiarsko (bis 1927 slowakisch „Ovčársko“; ungarisch Juhászi – bis 1907 Ovcsárszkó, Ovcsárzsko u. ä.) ist eine Gemeinde im Norden der Slowakei mit 744 Einwohnern (Stand 31. Dezember 2024) im Okres Žilina, einem Kreis des Žilinský kraj.

## Geographie
Die Gemeinde befindet sich im Westteil des Talkessels Žilinská kotlina in einer flachen Senke. Vom Süden reichen noch die Ausläufer des Gebirges Súľovské vrchy in das Gemeindegebiet. Das Ortszentrum liegt auf einer Höhe von 429 m n.m. und ist neun Kilometer von Žilina entfernt.
Nachbargemeinden sind Dolný Hričov im Westen und Nordwesten, Žilina (Stadtteile Žilinská Lehota, Strážov und Závodie) im Norden und Osten, Bitarová im Süden und Paština Závada im Südwesten.

## Geschichte
Im heutigen Gemeindegebiet sind Reste einer Siedlung aus der Spätbronzezeit, einer Siedlung sowie eines Urnenfelds der Lausitzer Kultur und einer Siedlung der Puchauer Kultur nachgewiesen worden.
Ovčiarsko wurde zum ersten Mal 1289 als Olcharzk schriftlich erwähnt. Es gehörte zum Herrschaftsgut der Burg Hričov, später den Geschlechtern Kožar und Dohnányi. 1598 hatte die Ortschaft 19 Häuser und 1720 15 Steuerpflichtige. 1828 zählte man 29 Häuser und 271 Einwohner, die von Landwirtschaft lebten sowie als Hirten und Schindler arbeiteten. Im 19. Jahrhundert arbeitete eine Brennerei im Ort.
Bis 1918 gehörte der im Komitat Trentschin liegende Ort zum Königreich Ungarn und kam danach zur Tschechoslowakei beziehungsweise heute Slowakei.

## Bevölkerung
| Jahr                | 1994 | 2004     | 2014     | 2024     |
| ------------------- | ---- | -------- | -------- | -------- |
| Anzahl der Personen | 423  | 483      | 621      | 744      |
| Unterschied         |      | +14,18 % | +28,57 % | +19,80 % |

| Jahr                | 2023 | 2024    |
| ------------------- | ---- | ------- |
| Anzahl der Personen | 735  | 744     |
| Unterschied         |      | +1,22 % |

Gemäß der Volkszählung 2011 wohnten in Ovčiarsko 555 Einwohner, davon 529 Slowaken, drei Tschechen und zwei Ukrainer; ein Einwohner gehörte einer anderen Ethnie an. 20 Einwohner machten keine Angabe. 483 Einwohner bekannten sich zur römisch-katholischen Kirche, fünf Einwohner zur evangelischen Kirche A. B. und zwei Einwohner zur griechisch-katholischen Kirche; vier Einwohner bekannten sich zu einer anderen Konfession. 28 Einwohner waren konfessionslos und bei 33 Einwohnern ist die Konfession nicht ermittelt.

## Bauwerke
- römisch-katholische Kirche Unbeflecktes Herz Mariä aus dem Jahr 1995

## Verkehr
Der Ort ist über die Cesta III. triedy 2099 („Straße 3. Ordnung“) erreichbar. Sie beginnt bei Dolný Hričov an einer Kreuzung mit der Cesta I. triedy 18 („Straße 1. Ordnung“) und verläuft über Bitarová und Hôrky nach Žilina.
Der nächste Bahnhof ist im drei Kilometer entfernten Dolný Hričov an der Bahnstrecke Bratislava–Žilina, mehrere nationale und internationale Verbindungen halten im 13 Kilometer entfernten Bahnhof Žilina.
Südwestlich des Ortes liegt ein Teilstück der Autobahn D1, die hier im 2,4 km langen Ovčiarsko-Tunnel verläuft.